# ビル・ラッセル
ビル・ラッセル（Bill Russell）ことウィリアム・フェルトン・ラッセル（William Felton Russell, 1934年2月12日 - 2022年7月31日）は、アメリカ合衆国ルイジアナ州モンロー出身の元プロバスケットボール選手。1950年代から1960年代にかけてNBAで活躍した伝説的選手であり、ボストン・セルティックスを11回の優勝に導いたことで知られる。恵まれた身体能力と抜群のバスケセンスを武器にリバウンドやブロックショットで才能を発揮し、特にディフェンスの側面では競技に革新的な影響をもたらしたとされ、しばしば歴代最高のディフェンダー、延いては史上最も偉大なバスケットボール選手の一人にあげられる。自身の死去の際、アダム・シルバーは「私は彼を、時間を超越したバスケットボール界のベーブ・ルースとよく呼んでいました」と惜しみない賛辞を贈った。
サンフランシスコ大学時代に全米大学トーナメント（NCAAトーナメント）を連覇、1956年メルボルンオリンピックでは金メダルを獲得し、NBAファイナルは八連覇を含む11回の優勝と当時のアメリカバスケットボール界の主要タイトルを全て制覇しており、特にNBAファイナルは彼のNBAキャリア13年の間で優勝を逃したのはわずか2回のみで、古今あらゆるNBA選手の中で彼以上にチャンピオンリングを持っている者は存在しない。個人でもNBAオールスターゲーム出場12回、シーズンMVP5回、オールNBAチーム選出11回。ディフェンスに長けた選手だったが、当時は守備関連の賞が充実していなかったためオールディフェンシブチーム選出は1回のみ、またファイナルMVPも彼が引退する年に創設されたため受賞することはなかったが、2009年にはラッセルの功績を讃えてファイナルMVPは彼の名を冠した「ビル ・ラッセル・NBAファイナルMVP賞（Bill Russell NBA Finals Most Valuable Player Award）」と改名された。NBA25周年、35周年、50周年に発表されたオールタイムチーム全てに名を連ね、1975年にはバスケットボール殿堂入り、2007年にはFIBAバスケットボール殿堂入りを果たした。背番号『6』はボストン・セルティックスの永久欠番となっていたが、2022年にはNBAの全チームで永久欠番となった。
現役最後の3年間は選手兼コーチとしてセルティックスを指揮し、現役引退後もシアトル・スーパーソニックス、サクラメント・キングスのヘッドコーチを歴任した。
ラッセルの功績の中で特筆すべき点として、11回の優勝に代表される選手としての功績だけでなく、当時リーグの内外で蔓延していた人種差別に毅然と立ち向かい、アフリカ系アメリカ人選手の地位を向上させた公民権運動家としての功績があげられる。ラッセルは黒人初のNBAスター選手であり、またアメリカ四大メジャースポーツ初の黒人ヘッドコーチだった。一方でマスメディアとは険悪な関係が長年続いた。

## 生い立ち
ビル・ラッセルことウィリアム・フェルトン・ラッセルが生まれたルイジアナ州ウェストモンローは厳格な人種隔離政策が敷かれていた地で、幼い頃のラッセルの身近にも様々な人種差別が取り巻いていた。ラッセルが8歳の頃、周囲の多くの黒人が第二次世界大戦中のこの時期に職を求めてオークランドに移住したのに倣い、ラッセル一家もオークランドに引っ越したが、この移住計画は上手くいかず、一家は貧困に陥り、ラッセルは幼少期の大半を低所得者向けの公営住宅で過ごした。ラッセルが12歳の時には母が亡くなり、彼は悲しみに暮れたが、父、チャーリー・ラッセルは製紙工場管理人、トラック運転手、製鉄所工員と職を転々としながらも一家を支え、幼い頃のラッセルのヒーローとなった。
後に偉大なバスケットボール選手となるラッセルだが、少年時代のラッセルはあまり将来有望なバスケ選手には見えなかった。走力も跳躍力もあり、バスケには有利な大きな手も持っていたが、試合に対する理解度が足りず、中学時代はチームから追い出された。マククライモンズ高校2年の時にもチームから追い出されかけたが、コーチのジョージ・パウルスがラッセルの才能を見出し、彼に基礎から取り組むよう奨励した。白人の口からは差別的な発言しか聞いたことがなかったラッセルは、白人コーチの教示を喜んで受け入れた。ラッセルは熱心に練習に励み、後にバスケット界に革命をもたらすことになるディフェンススタイルの基礎を学んでいくことになるが、高校在学中の間に彼の才能が開花することはなく、無名選手のまま高校卒業の時期を迎えた。なお、高校時代のチームメイトに後のアメリカ野球殿堂入り選手、フランク・ロビンソンがいる。また当時のラッセルの憧れのバスケット選手はジョージ・マイカンであり、高校在学中には面会する機会も与えられた。

### サンフランシスコ大学
地元のサンフランシスコ大学（USF）のハル・デ・ジュリオが高校の試合でラッセルを目撃するまで、ラッセルは全くの無名選手であり、彼のもとには一つの勧誘の話もこなかった。ラッセルはジュリオの目にでさえ、得点能力に乏しく、根本的に酷い、と映ったが、ジュリオはラッセルが特にクラッチタイムにおいては素晴らしい才能を発揮することを発見し、彼に奨学金の提供を申し入れた。ジュリオによるラッセル発掘は、ラッセルの人生の分水嶺となった。
USFのバスケットコーチ、フィル・ウールパートはラッセルを先発センターに抜擢。ウールパートが標榜するディフェンスに主眼を置いたハーフコートバスケットはラッセルの燻っていた才能を大いに引き出すことになる。またウールパートは皮膚の色に頓着しないコーチで、USFの先発にはラッセル、そしてラッセルの生涯の盟友となるK.C.ジョーンズ、ハル・ペリーの3人の黒人選手がいた。
ウールパート指導のもと、ラッセルが確立したプレイスタイルは当時は非常に珍しいものだった。ラッセルは本来守るべき敵チームのセンターを常にはマークせず、積極的に前へ出てヘルプディフェンスに回った。センターが主な得点源だった当時のバスケットにおいてセンターをフリーにすることは自殺行為に等しかったが、センターとしての長身にガード並みの脚力を備えるラッセルは、この戦術により彼の生涯最大の武器となるブロックショットを身に付け、敵チームの大きな脅威となり、ラッセルは瞬く間にカレッジバスケ界の新星となった。ある試合でラッセルがホーリークロス大学のスター選手で、後にボストン・セルティックスでチームメイトとなるトム・ヘインソーンを無得点に抑えた時は、メジャースポーツ誌、『スポーツ・イラストレイテッド』は「もしラッセルがシュートを打つことを覚えたならば、ルールを書き換えなければならなくなる」とラッセルの能力を絶賛した。
バスケットの才能を一気に開花させたラッセルだったが、大学生活においても人種差別の問題に直面した。黒人選手を多く擁するUSFは彼らがただ黒人という理由だけで常に嘲笑の対象だった。一つの顕著な例として1954年のNCAAトーナメントで、訪れた町のホテルではUSFの選手のうち黒人選手だけ宿泊を拒否されたため、白人選手も含めた全員が宿泊を取りやめ、閉校された大学の寄宿舎に泊まった。辛い出来事ではあったが、この事件がかえってUSFの結束を強め、USF男子バスケットボールチームの黄金期を築くことになる。
インサイドにラッセル、ペリメーターにやはり優秀なディフェンダーだったガードのK.C.ジョーンズを擁するUSFは無敵を誇り、1955年から1956年にかけて55連勝を飾り、NCAAトーナメントも連覇した。特にゴール下に陣取るラッセルのディフェンス技術は全米のカレッジバスケ界に轟き、伝説的なコーチ、ジョン・ウッデンは「私が出会った中で最も偉大なディフェンシブマン」と評した。ラッセルのUSFでの3年間の成績（当時は1年生は公式試合には出場できないので、2年生から4年生までの成績が公式記録となる）は、平均20.7得点20.3リバウンドだった。
大学時代はその身体能力を活かして陸上選手としても活躍した。440ヤード（402m）走では49.6秒を記録。走高跳では『トラック&フィールド・ニュース』誌において1956年の世界ランキング7位にランクされ、同年にはアマチュア・アスレチック・ユニオンの複数の大会で優勝し、うち一つの西海岸競技大会では彼の自己ベストとなる206cmを記録している。
大学を卒業する頃にはハーレム・グローブトロッターズからの勧誘を受けたが、ラッセルはNBAドラフトへのエントリーを決意した。

### ラッセルの指名を巡って
1950年代前半のボストン・セルティックスはレッド・アワーバック指揮のもと、毎年アシスト王になっていたボブ・クージー、フリースローの名手だったビル・シャーマンと、リーグを代表する選手2人をバックコートに、インサイドにはやはりリーグを代表するセンターだったエド・マコーレーを擁し、プレーオフ常連のチームではあったが、優勝には程遠く、中堅チームとして長らく燻っていた。優勝するために最後のピースを探していたアワーバックにとって、カリフォルニア大学のビル・ラッセルは究極のチームプレイヤーのように見えた。ラッセルのタフネスとリバウンド力はセルティックスに欠けていたものだったのである。このアワーバックの考えは、当時のバスケ界では異端とされていた。当時のセンターはあくまでチームの主要な得点源であって、ディフェンスなどは二の次であった。
ぜひともラッセルを欲したアワーバックだったが、セルティックスがラッセルを指名できる確率は低いように思えた。彼らがラッセルがエントリーした1956年のNBAドラフトで持っていた指名権はとても低いもので、彼らの順に回ってくるまでにラッセルが指名されずに残っている可能性はほぼ無かった。さらにアワーバックはセルティックスが持つ1巡目指名権を放棄し、地域指名でトム・ヘインソーンを指名する予定だったため、彼らがただ座して待っているだけでは、ラッセルを指名できるのは不可能だった。そこでアワーバックでは、ある取り引きを行うことでラッセルをまんまと手中に収める事に成功する。この取り引きは毎年指名権を巡って熾烈な駆け引きが行われるNBAドラフトの歴史において、最も巧妙な取り引きの一つとなり、またセルティックス史上、さらに史上類を見ない王朝チームを築き上げたという点においてはNBA史上最も重要な取り引きの一つとなる。
まず、アワーバックはこの年の全体1位指名権を持つロチェスター・ロイヤルズはラッセルを指名しないと踏んだ。何故ならロイヤルズにはすでにモーリス・ストークスという屈強なビッグマンがいるためラッセルを指名する必要はなく、また彼らは優秀なシューティングガードを探しており、さらにラッセルの要求する25,000ドルの契約を払う気がなかったからである。そしてアワーバックが目を付けたのが2位指名権を持つセントルイス・ホークスだった。ホークスはラッセルを指名する予定だったが、彼らにはドラフト候補生以外でもう一人欲しい人材が居た。セルティックスのセンター、エド・マコーレーである。マコーレーはセントルイス生まれのセントルイス育ち、セントルイス大学の出身で、ホークスにとってはこの地元出身のスター選手を是非とも招き入れたかった。またマコーレー自身も病気がちの息子のためにセントルイスに帰りたいという希望を持っていた。相思相愛となったセルティックスとホークスは、ホークスにラッセルを指名してもらい、後にマコーレーとのトレードでラッセルがセルティックスに入団するという手はずを整えた。その後ホークスはセルティックスの足許を見てマコーレーに、クリフ・ヘイガン（セルティックスに指名された後2年間の兵役に就いていた為、NBAではまだプレイしていない）も加えるよう要求し、セルティックスはこの要求を渋々呑んで、ビル・ラッセルに対し、エド・マコーレーとクリフ・ヘイガンというトレードが仮成立した。
そしてドラフト当日。1位指名権を持つロイヤルズは、アワーバックの目論見どおり、ラッセルではなくドゥケイン大学のシー・グリーンを指名。そしてホークスは約束通り、2位指名権を使ってラッセルを指名した。そして直後にセルティックスとのトレードが交わされ、ラッセルはめでたく、セルティックスに入団したのである。さらにセルティックスは当初の予定通りに1巡目指名権を放棄して地域指名によってトム・ヘインソーンを指名。さらに2巡目指名権を使ってラッセルと同じUSF出身であるK.C.ジョーンズを指名。アワーバックはたった1度のドラフトで、後に殿堂入りする選手3人を手に入れてしまったのである。
アワーバックはラッセルを入団させるために多大な労力を払ったが、彼の選択はセルティックスにとっては最高の選択となり、そして他チームにとっては悪魔の選択となる。ラッセルのセルティックス入団により、ここにボストンに数々の栄光を、他の地にはそれと同数の挫折をもたらす王朝チームが完成したのである。なお、互いに満足のいく取り引きを行ったセルティックスとホークスだが、新シーズンを迎えると一転して激しいライバル関係を演じることになる。

### メルボルンオリンピックとその後
セルティックスにとっては待ち望んだラッセルの入団だが、彼らは暫くお預けを食らうことになる。ラッセルがアメリカ代表チームのキャプテンとして、1956年メルボルンオリンピックに出場したからである。オリンピックが開催される11月の時にはすでにセルティックスと契約を結んでいるため、国際オリンピック委員会からはもはやアマチュアではないラッセルの出場を問題視する意見もあったが、彼の出場は無事認められ、またラッセルにもセルティックスに新シーズン開幕から参加する選択もあったが、オリンピック出場を選んだ。なお、ラッセルはもし代表チームで冷遇されるようなことがあれば、走高跳での出場も考えていたという。ジェラルド・タッカーコーチのもと、ラッセルに彼の同窓生K.C.ジョーンズも加わった代表チームは平均53.5点差をつけて他国を圧倒、決勝での対ソ連戦では89-55で完勝し、見事に金メダルを獲得した。ラッセルはチームのリーディングスコアラーとして活躍し、平均14.1得点を記録、K.C.ジョーンズも10.9得点をあげて金メダル獲得に貢献した。
オフェンスのみに重点を置いた極端な戦力バランスとなっていたセルティックスが優勝するには、この戦力の不均衡を是正する必要があったが、そんな時に現れたラッセルはまさにチームに劇的な変革をもたらす改革者だった。
アワーバックはチームの戦術に変更を加え、チームに攻撃的なディフェンスを仕掛けさせ、相手チームにターンオーバーを強いることで、セルティックスが最も得意としたオフェンスパターンである速攻を、より容易に出させようとした。攻撃的なディフェンスはかえってディフェンスに隙を生じさせ、相手のドライブを容易にしてしまう可能性があるが、アワーバックとセルティックスの選手たちはペリメーターのディフェンスラインを突破されようとも、慌てる必要はなかった。何故なら彼らが突破した先には、ビル・ラッセルが待ち構えているからである。ラッセルは言わばヘルプ・ディフェンスのエリートだった。その長身には似つかわしくない俊敏性を誇るラッセルは、チームのディフェンスに隙間が生じればすぐさまカバーに行き、味方が不利と悟れば援助に走ってダブルチームに付き、たとえディフェンスラインを突破されても、ラッセルの最大の武器であるブロックショットで敵のシュートを次々と叩き落した。ラッセルが後ろに控えているという事は、チームメイトのディフェンスをよりアグレッシブにさせた。たとえ抜かれても、ラッセルが止めてくれるという信頼があったからである。そしてよりアグレッシブになればよりターンオーバーを引き出すことができ、より簡単に速攻を出すことができる。もしシュートを打たれても、外れたらそのリバウンドは必ずラッセルが拾う。彼が拾えば、即ちそれは速攻のチャンスとなる。後に無敵を誇ることになるセルティックスの攻防一体の戦術は、全てがラッセルを基盤としていた。このセルティックスの戦術は、『Hey, Bill!』と呼ばれた。ディフェンスにおいてチームメイトがラッセルの助けを必要とした時、ラッセルをこう呼ぶことから名づけられた。またラッセルのブロックショットはスポーツブランドのウィルソンが「敵シューターの顔面に押し込むようだ」と評したことから、『ウィルソンバーガー』と呼ばれた。
1年目からセルティックスの大黒柱となったラッセルは1956-57シーズンを14.7得点19.6リバウンドの成績を残し、平均リバウンドはリーグトップだったが、当時のリバウンド王は平均ではなく通算で決められており、オリンピック出場のために24試合を欠場したラッセルは1年目でのリバウンド王の栄誉は逃した。
また、ニューヨーク・ニックス戦では問題行動を起こした。この試合でニックスのレイ・フェリックスから絶えず挑発行為を受けたラッセルは、アワーバックに相談したところ、「自分で対処するように」と言われたため、再びフェリックスから挑発を受けたとき、ぶん殴ってフェリックスを黙らせた。当然悪質な行為として25ドルの罰金を課せられた。また同じルーキーのチームメイト、トム・ヘインソーンとはやや険悪な関係となった。このシーズンの新人王を獲得したのはラッセルではなく、チームメイトのヘインソーンだった（評価はラッセルの方が上だったが、シーズン前半の欠場が響いた）。納得いかないラッセルは、ある時ヘインソーンがいとこのためにサインを書いて欲しいと頼まれても断り、またある時はヘインソーンが新人王の賞金として貰った300ドルの半分を自分が得られる権利があると主張した。2人のルーキーは暫く打ち解けることはなかったが、ボブ・クージーとは人種の壁があったにもかかわらず、良好な関係を築くことができた。

### 最初の優勝
個人としてはやや不満の残る1年目のシーズンとなったが、チームはラッセル効果により歴代2位の勝率となる44勝28敗の好成績を残し、レギュラーシーズンの勝率ではリーグトップとなった。
第1シードで臨んだプレーオフデビジョン決勝（当時の第1シードはデビジョン決勝から参加）ではドルフ・シェイズ率いるシラキュース・ナショナルズと対決。ルーキーのラッセルはプレーオフデビュー戦でいきなりリーグを代表するビッグマンとのマッチアップを任せられたが、16得点31リバウンド7ブロック（当時はブロックを計測していなかったため、公式記録ではない）という堂々たる数字を残し、セルティックスを108-89の完勝に導いた。勢いに乗ったセルティックスは3戦全勝でナショナルズを破り、念願のNBAファイナルに進出する。
ファイナルでは因縁のセントルイス・ホークスと対決。実力伯仲の両者は最初の6試合をそれぞれ3勝分け合い（第3戦ではアワーバックが緊張のあまり同僚のベン・ケルナーをぶん殴り、300ドルの罰金を課せられるというハプニングが起きた）、シリーズは第7戦に突入。この大一番でラッセルはホークスのエース、ボブ・ペティットを懸命に抑え込んでいたが、試合の主役はこの日37得点をあげたトム・ヘインソーンだった。ラッセルが後に『コールマン・プレイ』と呼ばれるブロックショットを繰り出すまでは。100-101とセルティックスの1点ビハインドで迎えた第4Q、残り40秒。ミッドラインからのスローインを受け取ったホークスのジャック・コールマンのシュートを、ベースラインに立っていたはずのラッセルが何処からともなく飛んできて、見事にブロック。さらにラッセルは自ら速攻に走って、土壇場でチームを逆転に導くシュートを決めた。その後ペティットの執念でホークスに追いつかれたため、試合はオーバータイムに突入。さらに2つ目のオーバータイムを重ねたが、セルティックスはホークスの懸命の追撃を振り切って、125-123で勝利。この試合で19得点32リバウンドに加え、第4Qでチームを救う名ブロックショットを叩き出したラッセルは、NBA1年目にしてチームを初優勝に導いた。しかしこの優勝は後に続く栄光の時代の、ほんの序章に過ぎなかった。なお、この年のセルティックスには大黒柱のラッセル、プレイメーカーのボブ・クージー、名シューターのビル・シャーマン、得点力に長けたフォワード、トム・ヘインソーン、名シックスマンのフランク・ラムジー、優れたディフェンダーのジム・ロスカトフと、後にセルティックスのアリーナの天井を永久欠番のバナーで飾る選手が6人も居た（K.C.ジョーンズは兵役に就いていたため、このシーズンは参加せず）。
翌1957-58シーズン、開幕からフル参戦したラッセルは16.6得点22.7リバウンドをあげて初のリバウンド王に輝き（平均20リバウンド突破は史上初の快挙）、オールスターにも初選出され（ラッセルは引退する年まで12年連続でオールスターに出場する）、チームも前年に引き続き49勝23敗と好調を維持した。奇妙なことはレギュラーシーズン終了後、各賞の発表で起こった。2年連続でチームを勝率リーグトップに導き、自身も会心の成績を残したラッセルは、NBA2年目で早くも一つ目のシーズンMVPを獲得するが、オールNBAチームでは2ndチームの選出だった。選考員はMVPを受賞したラッセルよりも、まだ優秀なセンターが居ると判断したのである（1stチームのセンターはドルフ・シェイズだった）。この現象は後も繰り返し起こる事になる。
とは言え、たとえラッセルより優秀なセンターが他に居ようとも、ラッセルがセルティックスに居ることが肝心だった。勝率リーグトップの成績を残したセルティックスはデビジョン決勝でフィラデルフィア・ウォリアーズを破ると、NBAファイナルでは2年連続で宿敵セントルイス・ホークスと対決。セルティックスにはミネアポリス・レイカーズ以来となる連覇の期待が掛かったシリーズとなったが、1勝1敗で迎えた第3戦で不幸が襲った。ラッセルがリバウンドの着地でペティットの足を踏んで足首を捻挫してしまい、そのままコートを去ってしまったのである。ラッセルの不在をセルティックスは辛うじて1勝2敗で切り抜け、第6戦にはラッセルが足を引き摺りながらも戻ってきたが、ペティットの一世一代のプレイ、50得点でセルティックスは破れ、連覇の夢は叶わなかった。

### 八連覇の時代
1958-59シーズン
ファイナルという最も大事な場面でチームを援護できなかったラッセルは、新シーズンで名誉を取り戻すために復活。自身は16.7得点23.0リバウンドを記録し、チームも当時のNBA歴代最高勝利数となる52勝20敗をあげた。ラッセルは2年連続のMVPこそならなかったが、オールNBAチームではめでたく初の1stチーム入りを果たしている。
プレーオフではデビジョン決勝でシラキュース・ナショナルズに思わぬ苦戦を強いられたが、4勝3敗で退け、3年連続でファイナルに進出。ファイナルではお馴染みのライバルだった、この年セルティックスに次ぐ49勝をあげたセントルイス・ホークスが待っているはずだったが、彼らはデビジョン決勝で不覚を取った。ホークスを破ってファイナルに勝ち上がったのはミネアポリス・レイカーズ（後のロサンゼルス・レイカーズ）。後に時代を跨いでセルティックスの最大のライバルとなるレイカーズとの、初の頂上決戦が実現した。記念すべき最初の対決は、しかし両者のチームとしての完成度は天と地ほどの開きがあり、エルジン・ベイラーのワンマンチームであったレイカーズを、セルティックスは4戦全勝で一蹴。あっさりと王座に返り咲いた。完敗したレイカーズのヘッドコーチ、ジョン・クンドラは「我々はビルの居ないセルティックスを恐れない。彼をどこかへやってくれ。そうすれば我々は彼らを倒すことが出来る。彼は精神的にも我々を鞭打ってくれた」とラッセルのプレイに舌を巻いた。
1シーズンを置いて再び王座に返り咲いたセルティックスは、今後7シーズン続けてこの椅子に座り続けることになる。アメリカプロスポーツ史上最長となる八連覇の時代は、こうして幕を開けた。
1959-60シーズン、Battle Of Titans
セルティックスは前年をさらに上回る59勝16敗（当時のNBA最長記録となる17連勝も記録した）、ラッセルは18.2得点24.0リバウンドを記録。2度目の優勝を経て自身もチームも絶頂期を迎えつつあるこのシーズン、NBAはかつてない新人を迎える。216cmの長身を誇るウィルト・チェンバレンである。チェンバレンはルーキーイヤーから37.6得点27.0リバウンドという先例のない数字を残し、新人王のみならずシーズンMVPを受賞。得点王に加え、リバウンド王の座もラッセルから奪った。
ラッセルとチェンバレン、両者は選手のタイプとしては対極に立つ2人だった。ラッセルはリーグ随一のディフェンダーであり、そしてチェンバレンはオフェンスに特化した最強のスコアリングマシーンだった。その2人のビッグマンが同じ時代に同じリーグに並び立つ。そこにライバル関係が成立しないはずはなく、チェンバレンの登場はラッセルにとって2人と居ない好敵手の登場を意味した。1959年11月7日、ラッセルのセルティックスとチェンバレンのフィラデルフィア・ウォリアーズが対戦、両者は初めて相見え、ラッセルの22得点に対し、チェンバレンは30得点をあげ、試合は115-106でセルティックスの勝利という形で、後にNBA史上最大のライバル関係の一つとされる2人の最初のThe Big Collisionは幕を閉じた。ラッセルとチェンバレンの対決は『The Big Collision（大激突）』、あるいは『Battle Of Titans（巨人たちの戦い）』と呼ばれ、当時のNBAの最大の呼び物として人気を集めることになる。
プレーオフ・デビジョン決勝では再びウォリアーズとの対戦が実現したが、ラッセル率いるセルティックスは4勝2敗でウォリアーズを退けた。以後、ラッセルとチェンバレンのライバル関係は、個人成績ではチェンバレンが上回りながらも、チームとしての対決ではラッセルの居るセルティックスがチェンバレン率いるウォリアーズを駆逐するという関係が続く。
ファイナルではお馴染みのホークスが待っていた。当時最大のライバルチームだった両者3度目の対決は第7戦までもつれた末に、セルティックスが4勝3敗でホークスを降し、ミネアポリス・レイカーズが1954年に達成して以来となる連覇を成し遂げた。このシリーズでラッセルは第2戦ではファイナル史上最多となる40リバウンド、第7戦では22得点35リバウンドと大活躍だった。
1960-61シーズン、三連覇の達成
連覇を成し遂げてもなおラッセルのモチベーションは落ちず、1960-61シーズンも16.9得点23.9リバウンドと安定した成績を残し、2度目のシーズンMVPを受賞。チームも57勝22敗と5年連続でリーグトップの勝率を記録した。プレーオフ・デビジョン決勝でシラキュース・ナショナルズを破ったセルティックスは、ファイナルではホークスと5度目にして最後の対決を4勝1敗で制して4回目の優勝を果たし、NBA史上2度目となる三連覇を達成した。
1961-62シーズン、最大の危機
この5年間で三連覇を含む計4回の優勝を成し遂げたセルティックスだが、王朝の基盤をより磐石なものにするためにも、チーム内の世代交代を進めなければならなかった。そして新シーズン開幕前に、セルティックスの主要得点源だったビル・シャーマンが引退。彼にかわってサム・ジョーンズがチーム内で台頭した。このようにセルティックスは連覇記録を伸ばすために絶えず選手の入れ替えを行っていくが、王朝終焉を迎えるその時まで、ラッセルの大黒柱としての存在は不動のものだった。
1961-62シーズンはウィルト・チェンバレンが平均50.4得点、1試合100得点を達成した伝説的なシーズンとして記憶されるが、このシーズンのMVPを獲得したの2年連続の受賞となるラッセルだった。ラッセルは18.9得点23.6リバウンドと例年通りの数字を残した上で、チームを史上初の60勝越えとなる60勝20敗の成績に導いていた。プレーオフ・デビジョン決勝では伝説のシーズンを過ごしたチェンバレン率いるウォリアーズと2度目の対決となったが、チェンバレンが毎戦50得点あげようとも、最後に笑うのはセルティックスだった。ラッセル率いるセルティックスは第7戦までもつれたこのシリーズを、サム・ジョーンズのクラッチシュートという形で締めくくり、4勝3敗で制して6年連続のファイナル進出を決めた。
ファイナルでは3年ぶり2度目となるレイカーズとの対決が待っていた。前回のレイカーズはエルジン・ベイラーのほぼワンマンチームだったが、今回はジェリー・ウェストという強力な仲間を得てセルティックスとのリベンジマッチに備えていた。このファイナルで両者は初めてライバルらしい激戦を演じ、2勝2敗のタイで迎えた第5戦ではベイラーのファイナル記録となる61得点にやられ、2勝3敗とシリーズをリードされた。第6戦ではセルティックスが勝利し、優勝の行方は第7戦に委ねられる。そして勝った方が優勝という緊張感みなぎるこの試合で、セルティックスを八連覇時代最大の危機が襲った。
100-100の同点で迎え第4Q終盤。レイカーズのオフェンスにセルティックスは当然得点源のベイラーとウェストにディフェンスを集中させたが、ボールはオープンのフランク・セルヴィに渡り、セルヴィは7フィートの位置からシュートを打った。残り時間は5秒を切り、これが決まればレイカーズの勝利と優勝がほぼ決定付けられたが、セルヴィのシュートは幸運にも外れ、試合はオーバータイムに突入した。命拾いしたセルティックスだったが、彼らは追い込まれていた。ベイラーらへの懸命なディフェンスが仇となり、オーバータイムに入った時点でトム・ヘインソーン、ジム・ロスカトフ、サッチ・サンダースらセルティックスの主力フォワード3人がファウルアウトに追いやられていたのだ。そしてオーバータイムではさらにフランク・ラムジーもファウルアウトとなり、セルティックスの陣容は壊滅的な状況となった。しかしこのチームの危機にラッセルの真価が発揮され、ラッセルはコート上に残された4選手を見事に統率。ベイラーにマッチアップする普段殆ど出番の無いジーン・グアリアにも巧みにヘルプディフェンスに走ってベイラーを抑え込むと、自身は30得点と自身が持つファイナル最多記録タイとなる40リバウンドを記録し、110-107でセルティックスを勝利に導いた。ついに前人未到の四連覇を達成したセルティックスは（この時代のセルティックスを除き、2019年現在に至るまで四連覇以上を達成したチームは一つも存在しない）、今後もさらに連覇記録を伸ばすことになるが、このシーズンのプレーオフは2つのシリーズいずれもが第7戦までもつれる接戦となり、八連覇時代のセルティックスが優勝する上で最も苦労したシーズンとなった。
1962-63シーズン
シーズン前のドラフトでは王朝後期にエースとして活躍するジョン・ハブリチェックが指名され、また新しい血を注ぐのみでなくウィリー・ナオルス、クライド・ラブレットというベテラン獲得もそつ無くこなし、1962-63シーズンも7年連続リーグトップとなる58勝22敗を記録。ラッセルは変わらず16.8得点23.6リバウンドと大黒柱としての役割を完遂して3年連続4度目のシーズンMVPを獲得し、19得点24リバウンドをあげたオールスターでは初のMVPに輝いた。プレーオフ・デビジョン決勝ではオスカー・ロバートソン率いるシンシナティ・ロイヤルズに苦戦を強いられ、7戦中2試合がオーバータイムにもつれる接戦だったが、4勝3敗で辛うじて退けると、ファイナルでは2年連続となるレイカーズとの対戦を4勝2敗で制し、五連覇を達成した。
1963-64シーズン
長年セルティックスの司令塔を務めたボブ・クージーが引退し、彼のかわりにラッセルの学生時代からの戦友だったK.C.ジョーンズが先発ガードに昇格。円熟期を迎えたラッセルは15.0得点24.7リバウンドをあげてウィルト・チェンバレンから5年ぶりにリバウンド王の座を奪回、セルティックスはクージーを失ってもなお8年連続リーグトップとなる59勝21敗の成績を残した。ファイナルではチェンバレン率いるウォリアーズ（フィラデルフィアからサンフランシスコに本拠地を移し、ウェスタン・デビジョン王者としてファイナルに進出した）と対決。Battle Of Titans第3幕となったこのシリーズ、ラッセルは第1戦でウォリアーズの誇る2人のビッグマン、チェンバレンとネイト・サーモンドのシュートを立て続けにブロックするという離れ業をやってのけ、チームを波に乗せると、セルティックスは4勝1敗でウォリアーズを粉砕し、当時、アメリカのどのプロスポーツチームも成し遂げたことのない六連覇を達成した。
1964-65シーズン
セルティックスは自らが保持する記録を再び更新する62勝18敗をあげ、14.1得点24.1リバウンド5.3アシストを記録し、2年連続のリバウンド王に輝いたラッセルは、30歳の節目の年に自身5度目のシーズンMVPを獲得。5回のシーズンMVP獲得はカリーム・アブドゥル＝ジャバーに破られるまでの歴代最多受賞だった。プレーオフ・デビジョン決勝ではフィラデルフィア・76ersと対戦。シーズン中に76ersに移籍してきたチェンバレンとの2年連続の対決が実現した。プレーオフ4度目の大激突は激戦となり、第3戦ではラッセルがチェンバレンを第3Qまでフィールドゴールをわずか2本に抑えると、第5戦28リバウンド7アシスト10ブロック6スティールを記録。第7戦ではチェンバレンが30得点32リバウンドをあげると、ラッセルも16得点27リバウンド8アシストを記録した。ここまでこのシリーズはラッセル、チェンバレンのNBAが誇る2人の巨人のための舞台となっていたが、第7戦、シリーズの行方を決する最後の場面で輝いたのはラッセルでもチェンバレンでもなかった。110-109のわずか1点リードで迎えた試合終盤、この大事な場面でラッセルはスローインをミスしてしまい、ボールの保持権を76ersに与えてしまう。逆転を狙う76ersはハル・グリアがスローインを入れたが、そのボールをジョン・ハブリチェックが見事にスティールし、チームを勝利とファイナルに導いた。ハブリチェックのスティールは実況のジョニー・モストが叫んだ「ハブリチェックがボールを奪った！試合終了！ジョン・ハブリチェックがボールをスティールしました！（Havlicek stole the ball! It's all over! Johnny Havlicek stole the ball!）」という言葉と共に八連覇時代の伝説の一つとなった。
ファイナルではベイラー、ウェストのレイカーズと4度目の対決となったが、4勝1敗で危なげなくシリーズを制し、ファイナル七連覇を達成した。
1965-66シーズン、八連覇達成
どの王朝にも終焉の時はやってくるが、1960年代に我が世の春を謳歌していたボストン王朝もその例外ではなく、王朝チームの衰退期は着々と訪れているように思えた。七連覇を達成した後のオフ、ラッセルとは同期のトム・ヘインソーンと、名ディフェンダーだったジム・ロスカトフが引退。これでセルティックスの全ての優勝を知るのはラッセルのみとなった。サム・ジョーンズはまだまだチームのリーディングスコアラーとして活躍し、先発に定着したハブリチェックは益々存在感を高めてはいたが、このシーズン54勝26敗だったセルティックスは、10年ぶりに勝率首位の座を他チームに明け渡した。そしてセルティックスのかわりにリーグ首位の座に座ったのが、チェンバレンのフィラデルフィア・76ersだった。
毎年第1シードの特権としてプレーオフ1回戦（デビジョン準決勝）を免除されてきたセルティックスだが、この年は10年ぶりに1回戦からの参加となった。初戦の相手、シンシナティ・ロイヤルズはオスカー・ロバートソンにジェリー・ルーカス擁する強敵で、セルティックスは3戦先勝制の1回戦で1勝2敗と先に王手を掛けられ、いきなりピンチに陥った。しかしその後2連勝を飾ったセルティックスが、辛うじてデビジョン決勝に進出、76ersとの対決を迎えた。Battle Of Titansは今度こそチェンバレンの勝利かに見えたが、しかしロイヤルズに対する2連勝で波に乗ったセルティックスは、76ersに苦戦するどころか4勝1敗で降し、10年連続のファイナル進出を果たした。
ファイナルは2年連続5回目となるレイカーズと対戦。第1戦にセルティックスはオーバータイムの末に敗れるが、敗戦のショックも覚めやらぬ試合終了後、コーチ・アワーバックから衝撃的なコメントが発表された。アワーバックはこのシーズン限りをもってヘッドコーチの座から退くことを宣言し、さらに後任にビル・ラッセルを指名したのである。ラッセルは未だ現役の選手であり、この発表はラッセルが選手兼任のままヘッドコーチの重責を担うこと、さらにはアメリカプロスポーツ史上初の黒人ヘッドコーチ誕生を意味した。名コーチ、アワーバックの引退、ラッセルのコーチ就任、初の黒人ヘッドコーチの誕生と驚き尽くめの発表は、セルティックスの選手に敗戦のショックを忘れさせ、続く第2戦以降を3連勝させた。悲願の優勝に向けて粘るレイカーズもその後2連勝し、シリーズは第7戦に突入。最後はこの日足に骨折を抱えたままでプレイを続けたラッセルの32リバウンドの活躍でセルティックスが勝利。早まったファンがコートにオレンジジュースをぶちまけ、サッチ・サンダースが興奮したファンたちにユニフォームを奪われるなか、セルティックスが空前絶後の八連覇を達成した。八連覇はNBAはもちろんのこと、アメリカプロスポーツ史上どのチームも成し遂げていない金字塔である。

### 初の黒人ヘッドコーチとして
セルティックスを伝説的な八連覇、9度の優勝に導いたレッド・アワーバックは、1965-66シーズンの優勝を最後に兼任していたゼネラルマネージャーに専念するため、ヘッドコーチから勇退した。アワーバックは後任としてまず考えたのがフランク・ラムジーだったが、彼は経営する3つの福祉施設経営に忙しかったため、これを辞退した。アワーバックは次にボブ・クージーにヘッドコーチ就任を打診したが、クージーも元チームメイトたちを指導したくないことを理由に断り、そして3人目の候補者、トム・ヘインソーンはラッセルの扱い難さを理由にやはりヘッドコーチ就任を断った。しかしヘインソーンはアワーバックに対してある貴重な助言を与えた。それは、ラッセル自身をそのままヘッドコーチにしてみてはどうか、という提案だった。そのことをアワーバックはラッセルに伝えてみたところ、ラッセルの答えは「Yes」だった。こうしてアメリカプロスポーツ史上初の黒人ヘッドコーチが誕生したのである。未だ人種差別が当たり前のように横行する時代、当然のように周囲は黒人のラッセルにヘッドコーチが務まるか疑問視したが、ラッセルは周囲の疑問に「私は黒人だからという理由でこの職を与えられたのではない。レッドが私が出来ると計算したから、この職を与えたのだ」と答えた。
周囲の不安は杞憂に過ぎなかった。ラッセル体制となった1年目の1966-67シーズン、セルティックスは八連覇時代と何ら変わらぬ成績の60勝21敗をあげた。ゼネラルマネージャーのアワーバックもベイリー・ハウエルを新戦力としてセルティックスの戦列に並べ、ラッセルの援護をし、選手としてのラッセルはハウエル加入によりオフェンス面での負担が軽減されたため、得点アベレージはキャリア最低となる13.3得点となったが、リバウンドでは平均21.0本を記録し、大黒柱としての役割を果たした。
好調なシーズンを送ったセルティックスだが、セルティックス以上に絶好調のシーズンを送ったのが、ラッセルのライバル、ウィルト・チェンバレンが所属するフィラデルフィア・76ersである。76ersは新たにアレックス・ハナムをヘッドコーチに招聘、チーム改革に成功し、当時の歴代最高勝率となる68勝をあげていた。セルティックスはプレーオフ・デビジョン準決勝でウィリス・リード、ウォルト・ベラミー擁するニューヨーク・ニックスを3勝1敗で破ると、デビジョン決勝で76ersと対決。過去の対決では何度も勝利を重ねてきたセルティックスでも、この年の76ersにはかなわず、1勝4敗で破れ、ついに8年間続いた連覇が途絶えた。セルティックスが王座を明け渡すのは9年ぶりのことであり、さらにファイナル進出を逃したのは実に11年ぶりのことだった。またラッセルにとってもNBA入り以来ファイナル進出を逃したのは初めての経験だった。敗戦の将となったラッセルは、第5戦の試合後76ersのロッカールームを訪れ、彼の終生のライバルであり、そして親友でもあったチェンバレンの手を取り、「Great!」と、ただそれのみを祝福の言葉として奉げた。
選手兼コーチとしては悔しいシーズンの幕切れとなったが、試合終了後にはささやかで、かつ重要な幸福の場面が待っていた。第5戦を終えたセルティックスのロッカールームに、この日観戦に来ていたラッセルの祖父が訪れた。その祖父の目に、信じられない光景が飛び込んだ。白人のジョン・ハブリチェックと、黒人のサム・ジョーンズが、隣同士でシャワーを浴びながら、今日の試合について活発かつ対等に議論していたのである。祖父はまるで取り乱したようにその場で泣き崩れた。そして「何か悪いことでもあったのか？」と尋ねる孫に、お前が黒人と白人が調和する組織のコーチであることをどれほど誇りに思うか、と答えた。

### 王座復権
連覇が途切れたことは、ボストン王朝崩壊を意味したかと言えば、そうではなかった。1966-67シーズンも優勝を逃したものの勝ち星は60勝と優勝を狙うには十分な力を有していることを証明しており、未だ他チームには危険な存在だった。
チームの大黒柱とヘッドコーチという重責を担うラッセルは、1967-68シーズンを12.5得点18.6リバウンドの成績で過ごし、リバウンドが平均20本を下回ったのはルーキーイヤー以来となり、平均出場時間もNBAキャリア2年目の1957-58シーズン以来となる平均40分割れとなるなど、33歳を迎えていたラッセルはシーズンを通してプレーをセーブした。チームは前年を下回る54勝28敗の成績に終わったが、76ersに次ぐデビジョン2位の座を堅守した。
プレーオフではデビジョン準決勝でデイブ・ビン、デイブ・ディバッシャー擁するデトロイト・ピストンズを破り、デビジョン決勝で宿敵の76ersと対決した。ここで両雄の対決は思わぬ所から横槍を受ける。1968年の4月4日、公民権運動指導者のキング牧師が暗殺されたのである。この悲劇を受けて、セルティックスと76ersの先発選手10人のうち8人が喪に服するため試合をキャンセルしたいという申し出があり、結局試合は予定通りに行われたが、「感情を欠いたような」試合と評されたシリーズ第1戦は、127-118でセルティックスが勝利した。しかし第2戦以降は76ersが3連勝を飾った。過去に1勝3敗からシリーズを覆したチームはおらず、セルティックスの2年連続デビジョン決勝敗退が濃厚となったが、ここからセルティックスの新エース、ジョン・ハブリチェックが驚異的な巻き返しを演じ、セルティックスが2連勝を飾ってシリーズは第7戦へと持ち込まれた。第3戦、第4戦はチェンバレンのマッチアップをウェイン・エンブリーに任せており、記者団からはあるいはラッセルは疲労しているのではと言われていたが、第7戦ではそのラッセルが大活躍を見せる。ラッセルはこの大一番でチェンバレンを後半フィールドゴールわずかに2本のみに抑えると、試合終盤ではクラッチプレイを連発。試合残り34秒でセルティックスのリードを98-96に広げるフリースローを決めると、続く76ersにオフェンス、チェット・ウォーカーのシュートを見事にブロックし、今度はルーズボールを拾ってそのままシュートを打ったハル・グリアのミスショットをしっかりとリバウンド。敵ゴールに目掛けて走るサム・ジョーンズにパスを送り、セルティックスの真骨頂とも言える速攻で勝利を決定付ける得点を演出した。セルティックスはこの試合を100-96、シリーズを4勝3敗で76ersに勝利し、2年ぶりのファイナル進出を果たした。
セルティックスと76ersの死闘をテレビ観戦していた西の王者、レイカーズは、セルティックスの勝利を願っていた。彼らにはセルティックスの方が制し易い相手と踏んでいたのだ。しかし彼らは過去、5回にわたってセルティックスに苦杯を舐めさせられたことを忘れていた。セルティックスは油断した旧来のライバル、レイカーズを4勝2敗で破り、1年前に明け渡した王座を見事に奪回した。ラッセルはキャリア12年で記念すべき10回目の優勝を果たし、両手の指全てに嵌められるほどのチャンピオンリングを手に入れたの同時に、黒人としては初の優勝チームのヘッドコーチになる栄誉も手に入れた。ラッセルの名声も頂点を極め、この年のスポーツ・イラストレイテッドのスポーツマン・オブ・ザ・イヤーを受賞した。レイカーズのジェリー・ウェストは「もし私がリーグのバスケットボール選手から一人を選ぶなら、私の一番の選択はビル・ラッセルでなければならない。ビル・ラッセルは我々を驚嘆させることを決して止めようとしない」とラッセルを絶賛した。

### ラストシーズン
10回の優勝に5回のMVP受賞と常に第一線で戦い続けてきたラッセルも、長年蓄積された疲労を隠せなくなっていた。1968-69シーズンを迎え、34歳となっていたラッセルはコンディションの維持も難しくなり、このシーズンは通常よりも15ポンド（約6.8kg）多い状態だった。またシーズン前の6月6日に発生したロバート・ケネディの暗殺、ベトナム戦争の激化など、世情不安に襲われていたこの時代のアメリカにラッセルは大いに幻滅しており、さらに私生活では妻のローズとの関係が崩れかけていた（後に離婚）。
心身共に疲労の極みに達していたラッセルは、レギュラーシーズン中のニューヨーク・ニックス戦の後、激しい痛みを訴え、急性疲労と診断された。痛みと疲労に耐えながらこのシーズンを戦い通したラッセルは、初の平均10得点割れとなる9.9得点19.3リバウンドの成績だった。前年見事に王座に返り咲いたセルティックスも、ラッセルは34歳、サム・ジョーンズは35歳、ベイリー・ハウエルは32歳と決して若いチームではなかった。加えて大黒柱の不調も重なり、このシーズンのセルティックスはラッセル加入以来最低勝率となる48勝34敗に終わり、1970年代を間近に控えて急速に台頭を見せてきたボルティモア・ブレッツやニックス、ライバルチームの76ersに大きく水をあけられた。
第4シードと王朝チームとしては屈辱の位置から始まったプレーオフだったが、彼らは戦い慣れたこの舞台で本来の姿を取り戻し、デビジョン準決勝でチェンバレンの居ない76ersを4勝1敗で降すと、デビジョン決勝ではニックスを4勝2敗で破って、終わってみれば2年連続、この13年間で12回目のファイナル進出を果たしていた。
76ersに居なかったチェンバレンが何処に居たかと言えば、セルティックス永遠のライバルチーム、レイカーズだった。ジェリー・ウェストにエルジン・ベイラー、そしてウィルト・チェンバレンが加わって強力なビッグスリーが形勢されたレイカーズは55勝をあげ、初めてホームコートアドバンテージを獲得した上でセルティックスの頂上決戦を迎えた。このシリーズはこの時代のセルティックス、レイカーズのファイナル最後の対決であり、またラッセルとチェンバレンの最後の直接対決となった。
コーチも兼任するラッセルは最初、ジェリー・ウェストにダブルチームしないよう指示したが、これが裏目に出てウェストに第1戦で53得点、第2戦で41得点と立て続けに大量得点を許し、セルティックスは2連敗を喫した。第3戦からはようやくウェストに対するダブルチームを命じ、セルティックスは第3戦を勝利した。第4戦終盤、セルティックスは追い込まれていた。試合残り7秒で1点ビハインドを抱え、さらにボールはレイカーズが保持と、セルティックスには極めて分が悪いように見えた。しかし幸運にもレイカーズはベイラーがボールを外に出してしまい、保持権はセルティックスに移る。ラッセルがコーディネートしたオフェンスはハウエル、ラリー・ジークフリード、ハブリチェックによる三重のスクリーンであり、ボールを託されたサム・ジョーンズのシュートがブザービーターとなって、セルティックスの劇的な逆転勝利となった。
その後両チームとも1勝ずつして迎えた、ロサンゼルスでの第7戦。レイカーズはあるミスを犯した。まるですでにレイカーズの優勝が決まっているかのように、レイカーズのホーム・アリーナ、ザ・フォーラムを何千もの風船で飾り立てたのである。これがセルティックスの逆鱗に触れた。セルティックスは第7戦を優位に進め、第4Qに入った時点で91-79の大差をつけた。その後レイカーズはウェストが懸命な巻き返しをみせたが、チェンバレンを第4Qに殆ど起用しないというレイカーズ側の不可解な采配もあり、セルティックスが108-106で逃げ切り、シリーズを4勝3敗で制した。
この日21リバウンドの活躍でセルティックスの勝利に貢献したラッセルは、キャリア13年目にして11回目の優勝を果たした。試合終了後、ラッセルは数居るライバルの一人でこのシリーズ中も大活躍だったウェストの側へ行き、彼の手を握って健闘を讃えつつ、酷く気落ちし、取り乱していたウェストを宥めた。

### 引退とその影響
見事にチャンピオントロフィーを持ち帰ってきた我らのチームを迎えるべく、セルティックスの凱旋を3万人のボストン市民が迎えた。しかしそこに、この場に居るセルティックスのどの選手よりも、多くのチャンピオンリングを持つラッセルの姿はなかった。
ラッセルの引退はあまりにも突然だった。そしてそれは誰もが羨むような優勝しての引退という形だったが、しかし記録の上では華やかであっても、実際のところラッセルの引退は華やかでも、穏便でもなかった。ラッセルは一方的に引退を宣言すると、ボストン市民には何の恩もないと凱旋パレードにも参加せず、そしてセルティックスとの関係を一切断ち、ボストンには困惑のみが残された。その後ファンに対し何のコメントないままだったラッセルが、スポーツ・イラストレイテッドに1万ドルと引き換えにインタビューに応じたことに、ボストンのファンと記者たちは裏切られたと感じた。
苦楽を共にしてきたアワーバックですらも、ラッセルから引退を知らされていなかった。それはアワーバックのチーム経営史において最大の誤算の一つとなり、アワーバックはこの年のドラフトでジョ・ジョ・ホワイトを指名するという過ちを犯してしまう。ホワイトはその後セルティックスの第二期黄金期とも言える時代の中心選手となるので、アワーバックの指名は決して失敗であったわけではないが、ラッセルが引退するのであればまずは何よりも彼に代わるセンターを手に入れなければならなかった。結果的にラッセルが引退するのと同時に、13年の間に11回の優勝と栄華を極めたボストン王朝は一瞬で瓦解する。ラッセルが引退した翌シーズンのセルティックスは34勝48敗に沈み、優勝を争うどころかプレーオフ進出すら逃したのである。 
またNBAに13年に渡って続いたボストン王朝時代に幕を降ろしたラッセルの引退は、NBAに新たな時代の到来を告げ、後のリーグの流れを形作った。すなわち、群雄割拠の戦国時代である。この年のセルティックスの連覇を最後に、NBAに再び連覇を果たすチームが現れるのは1980年代後半であり、チャンピオンチームは毎年のように入れ替わっていく。
なお、セルティックスには引退を一切告げていなかったラッセルだったが、サム・ジョーンズやチームメイトは皆彼の引退をそれとなく察しており、そのことがチームを団結させ、この年の優勝に繋がったと語っている。

## 個人成績

### NBAレギュラーシーズン
| Year    | Team   | GP  | MPG   | FG%  | FT%  | RPG   | APG | PPG  |
| ------- | ------ | --- | ----- | ---- | ---- | ----- | --- | ---- |
| 1956–57 | BOS    | 48  | 35.3  | .427 | .492 | 19.6* | 1.8 | 14.7 |
| 1957–58 | BOS    | 69  | 38.3  | .442 | .519 | 22.7* | 2.9 | 16.6 |
| 1958–59 | BOS    | 70  | 42.6* | .457 | .598 | 23.0* | 3.2 | 16.7 |
| 1959–60 | BOS    | 74  | 42.5  | .467 | .612 | 24.0  | 3.7 | 18.2 |
| 1960–61 | BOS    | 78  | 44.3  | .426 | .550 | 23.9  | 3.4 | 16.9 |
| 1961–62 | BOS    | 76  | 45.2  | .457 | .575 | 23.6  | 4.5 | 18.9 |
| 1962–63 | BOS    | 78  | 44.9  | .432 | .555 | 23.6  | 4.5 | 16.8 |
| 1963–64 | BOS    | 78  | 44.6  | .433 | .550 | 24.7* | 4.7 | 15.0 |
| 1964–65 | BOS    | 78  | 44.4  | .438 | .573 | 24.1* | 5.3 | 14.1 |
| 1965–66 | BOS    | 78  | 43.4  | .415 | .551 | 22.8  | 4.8 | 12.9 |
| 1966–67 | BOS    | 81  | 40.7  | .454 | .610 | 21.0  | 5.8 | 13.3 |
| 1967–68 | BOS    | 78  | 37.9  | .425 | .537 | 18.6  | 4.6 | 12.5 |
| 1968–69 | BOS    | 77  | 42.7  | .433 | .526 | 19.3  | 4.9 | 9.9  |
| Career  | Career | 963 | 42.3  | .440 | .561 | 22.5  | 4.3 | 15.1 |

#### プレーオフ
| Year   | Team   | GP  | MPG  | FG%  | FT%  | RPG  | APG | PPG  |
| ------ | ------ | --- | ---- | ---- | ---- | ---- | --- | ---- |
| 1957   | BOS    | 10  | 40.9 | .365 | .508 | 24.4 | 3.2 | 13.9 |
| 1958   | BOS    | 9   | 39.4 | .361 | .606 | 24.6 | 2.7 | 15.1 |
| 1959   | BOS    | 11  | 45.1 | .409 | .612 | 27.7 | 3.6 | 15.5 |
| 1960   | BOS    | 13  | 44.0 | .456 | .707 | 25.8 | 2.9 | 18.5 |
| 1961   | BOS    | 10  | 46.2 | .427 | .523 | 29.9 | 4.8 | 19.1 |
| 1962   | BOS    | 14  | 48.0 | .458 | .726 | 26.4 | 5.0 | 22.4 |
| 1963   | BOS    | 13  | 47.5 | .453 | .661 | 25.1 | 5.1 | 20.3 |
| 1964   | BOS    | 10  | 45.1 | .356 | .552 | 27.2 | 4.4 | 13.1 |
| 1965   | BOS    | 12  | 46.8 | .527 | .526 | 25.2 | 6.3 | 16.5 |
| 1966   | BOS    | 17  | 47.9 | .475 | .618 | 25.2 | 5.0 | 19.1 |
| 1967   | BOS    | 9   | 43.3 | .360 | .635 | 22.0 | 5.6 | 10.6 |
| 1968   | BOS    | 19  | 45.7 | .409 | .585 | 22.8 | 5.2 | 14.4 |
| 1969   | BOS    | 18  | 46.1 | .423 | .506 | 20.5 | 5.4 | 10.8 |
| Career | Career | 165 | 45.4 | .430 | .603 | 24.9 | 4.7 | 16.2 |

## コーチキャリア
セルティックスの最後の3シーズンをヘッドコーチとしても指揮したラッセルは、チームを2度の優勝に導く実績を残したものの、その後指揮したシアトル・スーパーソニックス、サクラメント・キングスではいずれも大きな成功は掴めなかった。1973年から1977年までをの４シーズンを指揮したスーパーソニックスでは、2年目の1974-75シーズンにフランチャイズ史上初のプレーオフに導いたが、その後のチーム成績は横ばい状態が続き、4年目の1976-77シーズンにプレーオフを逃したの契機にコーチの任を解かれた。彼の後任となったレニー・ウィルケンズは就任1年目でチームをファイナルに導き、さらに翌シーズンには優勝を果たしている。スーパーソニックスでの成績は162勝166敗だった。
キングスでは1977-78シーズンの1シーズンのみを指揮し、17勝41敗の成績と振るわなかった。
セルティックス時代も含めたラッセルのコーチキャリアの通算成績は8シーズン631試合で341勝290敗、プレーオフ出場5回、優勝2回だった。

## 引退後
ラッセルの背番号『6』は1972年にセルティックスの永久欠番となり、1975年には殿堂入りとなったが、地元メディアとの関係が悪化していたラッセルは、いずれの式典にも姿を現さなかった。 
コーチキャリアを終えたラッセルは財政的な困難に直面した。リベリアのゴムプランテーションに25万ドルを投資し、この利益で余生を過ごそうとしていたが、これが失敗し、ラッセルは破産した。その後スポーツ解説者として働いたが、ラッセルは視聴者に好まれるタイプの解説者にはなれなかった。ま たテレビドラマのマイアミ・バイスに出演したこともある。
その後数年間、シアトル近郊のマーサー・アイランドで隠遁者として暮らした。彼が再び表舞台に現れたのは、時代は21世紀となった2006年1月のことで、ラッセルがその時代のスーパースター、シャキール・オニールに、彼の元チームメイトで険悪な関係にあったコービー・ブライアントと和解するよう助言したことが広く報じられた。このことが契機となってか、ラッセルの姿が次第にメディアで見られるようになり、NBAファイナルではラッセルからファイナルMVPのトロフィーが授与される場面も見られた。2006年11月には創設が決まった全米大学バスケットボール殿堂の初代殿堂入りメンバーの一人（他はジョン・ウッデン、オスカー・ロバートソン、ディーン・スミス、ジェームズ・ネイスミス）に選ばれた。翌2007年5月20日にはサフォーク大学から名誉博士号を、同年6月7日にはハーバード大学から名誉学位を与えられた。
2009年のNBAオールスターでは、ラッセルにとって喜ばしい発表があった。NBAはラッセルの11回の優勝などの功績を讃え、ラッセルが一度も獲得することのなかったファイナルMVPを、「ビル ・ラッセル・NBAファイナルMVP賞（Bill Russell NBA Finals Most Valuable Player Award）」に改名すると発表した。またオールスターゲームではラッセルの75回目の誕生日を祝い、セルティックスの現役スター選手、ポール・ピアス、レイ・アレン、ケビン・ガーネットから特大のバースデー・ケーキをプレゼントされた。その年のファイナルでは、自身の名前が冠されたファイナルMVPトロフィーを、コービー・ブライアントに授与した。
2021年9月11日の殿堂入りセレモニーではヘッドコーチとしての功績を讃えられ殿堂入りを果たした。
1966年にレッド・アワーバックの退任後、1966〜1969年まで選手兼コーチとしてセルティックスを率い、2度の優勝を達成したこと。その後選手として引退したが、1973年にはシアトル・スーパーソニックスのへッドコーチとして復帰し4シーズンをコーチし、1987-88シーズンにはサクラメント・キングスのヘッドコーチを務めたこと。
そして何よりNBAひいてはアメリカプロスポーツ界において黒人初のヘッドコーチとなったことなどが功績として讃えられた。
またこれにより選手とコーチの両部門で殿堂入りを達成したNBA史上5人目の人物となった。
2022年7月31日に88歳で死去した。NBAはラッセルの多大な功績を称え、背番号6を史上初となる全チームでの永久欠番とすることを発表した。現在着用している選手はそのまま継続で使用する。

## 業績
ビル・ラッセルはボストン・セルティックス王朝の礎だった. —NBA公式ホームページ
ラッセルは北米スポーツ史上最も成功したスポーツ選手の一人である。彼はボストン・セルティックスの選手として、選手兼ヘッドコーチとしてプレイした2シーズンを含む計11回の優勝を達成し、またバスケットボールという競技、特にディフェンスの分野において革新的な影響をもたらした。NCAAトーナメント連覇を果たしたカリフォルニア大学での1956年の優勝に、1956年のNBAファイナル制覇と、ラッセルは史上4人しか居ないNCAA優勝の翌年にNBA優勝を果たした最初の一人となった（他はヘンリー・ビビー、マジック・ジョンソン、ビリー・トンプソン）。ラッセルはさらにその間にオリンピックの金メダルを獲得している。レッド・アワーバックの跡を継ぎ、アメリカプロスポーツ史上初の黒人ヘッドコーチとなったことも、NBAの歴史上重要な役割を果たしている。
ラッセルは比類なきディフェンス力、高いバスケットボールIQ、勝利に対する強い意志を兼ね備えた、史上最高級のセンターであり、完璧な守備的センターと考えられた。ラッセルは、当時はオフェンスばかりが強調されていたセンターのポジションでも、強力なディフェンスができることを証明した。ディフェンスにおけるラッセルの功績の一つは、非常にレベルの高いブロックをバスケットボールにもたらしたことだった。ラッセルのブロックは単にシュートを阻止するのみならず、同時に味方に対するパスになっていることがよくあった。したがって、ラッセルのブロックから始まる速攻もセルティックスの得点源になった。「ラッセルはブロックを芸術の域まで高めた」と評価する専門家もいる。ブロックやスティールが公式に計測されていなかった時代、ラッセルのディフェンス力を数字で測る上で参考になるのがリバウンド数だが、ラッセルは歴代でも最高レベルのリバウンダーであり、同時代のウィルト・チェンバレンと幾度となくリバウンド王の座を争い、計4回のリバウンド王に輝いた。キャリア通算、平均リバウンドはいずれもチェンバレンに次ぐ歴代2位、プレーオフ通算、平均はいずれも歴代1位であり、プレーオフでは全てのシーズンで平均20リバウンド以上を達成している。誰よりも多く立ったファイナルの舞台では、リバウンドに関する様々なNBA記録を保持しており、また1試合51リバウンド、49リバウンド、12シーズン連続のシーズン通算1,000リバウンド以上も達成している。ラッセルのリバウンドからボブ・クージーへのアウトレットパスは、速攻に繋がる重要なラインだった。
またラッセルは最も偉大なクラッチプレイヤーの一人としても知られた。ラッセルが在籍した時代のセルティックスは、プレーオフ、4戦先勝制での第7戦、3戦先勝制での第5戦を11回経験したが、セルティックスは11戦全勝という圧倒的な強さを発揮している。これらの試合において、ラッセルは平均18.0得点29.45リバウンドと、普段を上回るパフォーマンスを発揮しており、プレーオフ全体をみても、ラッセルはレギュラーシーズンより上回る成績を残しており、ラッセルがより重要な試合で如何に頼りになる存在だったかを物語っている。
同じ時代に活躍したチェンバレンなどと比べると、ラッセルは得点に関しては平凡に見えるが、ラッセルはオフェンスでも平均以上のセンターであり、大学時代には平均20得点以上を達成している。パスセンスも悪くなく（キャリア平均4.3アシストはセンターとしては高水準である）、スクリーンのセッターとしても優秀で、得点に関しては左手でのフックシュートやアリウープを得意とした。しかしチームメイトには多くの得点力のある選手が居たため、ラッセルは自分の役割であるディフェンスにより専念していたと言える。ラッセルのキャリア通算での1試合平均フィールドゴール試投数は13.4本（トップスコアラーの多くは平均20本以上を放っている）と、決して多くなかった。また、フリースローはキャリア通算で成功率56.1%と苦手としていたようである。

## 受賞歴・主な記録
- 主な受賞
  - NCAA AP通信選出オールアメリカ1stチーム　2回　（1955年, 1956年）
  - NCAAトーナメント ファイナル4 Most Outstanding Player　（1955年）
  - メルボルンオリンピック　金メダリスト　（1956年）
  - オールNBA1stチーム　3回　（1959年, 1963年, 1965年）
  - オールNBA2ndチーム　8回　（1957年, 1960～62年, 1964年, 1966～68年）
  - オールディフェンシブ1stチーム　1回　（1969年）
  - NBAオールスターゲーム選出　12回　（1958～69年）
  - オールスターMVP　1回　（1963年）
  - シーズンMVP　5回　（1958年, 1961～63年, 1965年　5回の選出はカリーム・アブドゥル＝ジャバーに次ぐ歴代2位）
  - NBAファイナル制覇　11回　（1957年, 1959～66年, 1968～69年　11回の優勝は歴代最多）
  - 1968年、スポーツ・イラストレイテッド選出の『スポーツマン・オブ・ザ・イヤー』受賞。
  - 1970年にThe Sporting Newsから1960年代で最も優秀なスポーツ選手（Athlete of the Decade）と評される。
  - 1972年にボストン・セルティックスはラッセルの背番号『6』を永久欠番に指定。
  - 1975年にバスケットボール殿堂入り。
  - 1980年、プロバスケットボール記者協会からNBA史上最も偉大な選手に選ばれる。
  - NBA25周年、35周年、50周年、75周年記念オールタイムチーム選出。
  - 1999年にESPNから発表された20世紀の偉大なアスリートTop50で18位。
  - 2003年にスラム誌により、マイケル・ジョーダン、ウィルト・チェンバレン、オスカー・ロバートソンと共に、オールタイム#4の一人に選ばれた。
  - 2006年に全米大学バスケットボール殿堂入り。
  - 2017年にNBA生涯功労賞。
  - 2021年にコーチとしてバスケットボール殿堂入り。

- キャリア通算
  - 出場試合数　963試合
  - 通算得点　14,522得点
  - 通算リバウンド　21,620リバウンド　（ウィルト・チェンバレンに次ぐ歴代2位）
  - 通算アシスト　4,100アシスト
- キャリア平均
  - 平均得点　15.1得点
  - 平均リバウンド　22.5リバウンド　（チェンバレンに次ぐ歴代2位）
  - 平均アシスト　4.3アシスト
  - 平均出場時間　42.3分　（チェンバレンに次ぐ歴代2位）
  - フィールドゴール成功率　44.0%
  - フリースロー成功率　56.1%
- プレーオフ・キャリア通算
  - 出場試合数　165試合
  - 通算得点　2,673得点
  - 通算リバウンド　4,104リバウンド　（歴代1位）
  - 通算アシスト　770アシスト
- プレーオフ・キャリア平均
  - 平均得点　16.2得点
  - 平均リバウンド　24.9リバウンド　（歴代1位）
  - 平均アシスト　4.7アシスト
  - 平均出場時間　45.4分　（チェンバレンに次ぐ歴代2位）

- スタッツリーダー
  - リバウンド王　4回　（1958年, 1959年, 1964年, 1965年）
  - 平均出場時間リーグ1位 （1959年）

- 主なNBA記録
  - 史上初のシーズン平均20リバウンド以上達成　（1957-58シーズン）
  - 史上2位となる1試合51リバウンド　※1位はウィルト・チェンバレンの55リバウンド
  - 1957年11月16日、フィラデルフィア・ウォリアーズ戦で記録した前半だけで32リバウンドは史上1位
  - ファイナルで2度記録した1試合40リバウンドはファイナル歴代最多記録
  - 1959年のファイナルで記録したシリーズ平均29.5リバウンドはファイナル歴代最高記録

## 私生活

### 家族
ラッセルは2009年現在まで3度の結婚を経験。最初の相手は大学生時代に出会ったローズ・スウィッシャーで1956年に結婚したが、1973年に離婚。彼女のとの間には3人の子供を授かり、うち一人はテレビ評論家で弁護士のカレン・ラッセルである。1977年6月8日には1968年のミスUSAであるドロシー・アンステットと再婚した。彼女はミスUSA当時、ワシントン大学の学生でバスト40インチ、ウエスト25インチ、ヒップ36インチ（101.6-63.5-91.4センチメートル）という驚異的なスタイルで知られたが、1980年に離婚した。1996年には2022年に死別するまでの3人目の妻、マリリン・ナウルツと再婚している。ラッセルの実兄は著名な脚本家のチャーリー.L.ラッセルである。

### 人物
クラッチプレイヤーとして知られるラッセルだが、プレッシャーとは無縁ではなく、試合前にはしばしばロッカールームで吐いていたほどである。これが頻繁に起こるため、チームメイトはラッセルが吐かないと、かえって心配するほどだった。
ラッセルは権力を巧みに操った。1967年にヘッドコーチに就任した際、チームメイトに対して個人的な付き合いを一切断つと言い放ち、彼らの同輩から上司へと立場の移動をスムーズに行った。
ラッセルはチームメイトや友人に対しては開放的で社交的だったが、それ以外に対しては極度に閉鎖的だった。記者たちはしばしば不機嫌なラッセルを「長い沈黙を伴う冷淡で軽蔑的な目つき」と評した。またファンからのサインの求めにも応じないことでも有名で、ある専門家は「最も利己的で無愛想で非協力的なスポーツ選手」と評している。

### 収入
ラッセルは現役当時、NBAで最も稼ぐ選手の一人で、彼のルーキー契約は当時リーグ1の高給取りだったボブ・クージーの25,000ドルをわずかに下回る24,000ドルだった。当時のNBAはプロリーグと言えど多くの選手が高収入を望めない時代であり、チャンピオンチームのボストン・セルティックスでさえ主力選手の多くが副業を営み、オフシーズンにはトム・ヘインソーンは保険業者として、ジーン・グアリアはプロのギターリストとして、ボブ・クージーはバスケットボールキャンプのコーチとして働き、レッド・アワーバックはプラスチック産業と中国のレストランに投資していたが、ラッセルは副業に手を出すことなくプロ選手としての収入だけで生活することができた。ウィルト・チェンバレンが1965年にNBA初の10万ドル契約選手となった時、ラッセルはすぐにアワーバックに10万1ドルの契約を要求し、アワーバックはすぐにそれに応じている。

### チェンバレン
ウィルト・チェンバレンとはNBA史上最も有名なライバル関係として知られるが、私生活では親友としての関係を築いており、感謝祭にはラッセルがチェンバレンのもとに食事に訪れるのが恒例となっていた。ラッセルは2人がライバルであると言われるのを嫌っており、2人で居る時はバスケットの話は殆どせず、主にラッセルが所有する電車について語りあっていたという。しかし2人の関係は1969年のNBAファイナル第7戦（ラッセルの引退試合であり、2人が直接対決した最後の試合である）で激しい嫌悪を伴うものへと変化してしまった。接戦となったこの試合でチェンバレンは残り6分でベンチに下がると、以後コートに戻ることは無かった。チェンバレンがベンチに下がった理由は膝の怪我によるものだとされているが（実際、チェンバレンは翌シーズン膝の故障で長期欠場している）、ラッセルは仮病だと思い、「彼は逃げ出した」と発言。これに激怒したチェンバレンはラッセルを影で中傷するような人間だと見なした。この事件がきっかけとなって2人の関係は極端に悪化し、以後、ラッセルが公式に謝罪するまでの20年以上の間、2人が直接会話することは無かった。チェンバレンの甥によれば、1999年にチェンバレンが急逝した時、ラッセルは彼の死を告げられた2番目の人物だったという。

## 人種差別、論争と和解
ラッセルのキャリアは人種差別に対する困難な闘いの連続でもあった。幼い頃はしばしば両親への差別的な虐待を目撃した。ある時、ラッセルの父がガソリンを求めてスタンドに並んでいたところ、従業員は白人の客全員が給油し終わるまでラッセルの父を待たせようとしたため、彼は別のスタンドに行こうとしたが、その従業員は散弾銃を彼の頭に突きつけた。またある時はラッセルの母が仮装服を着て歩いていたところ、警官に呼び止められ、「それは白人女性が着る服だ」と家に帰って服を脱ぐよう命じた。カリフォルニア大学でカレッジバスケのスター選手となった時も、彼と彼のアフリカ系アメリカ人のチームメイトたちは、常に白人学生たちの嘲笑の的だった。そしてそれは、ラッセルがプロ選手として成功し、NBAで最も優秀な選手の一人となってからも変わらなかった。1958年のオフシーズン、ラッセルがチームメイトたちと国内旅行をし、ノースカロライナのあるホテルに泊まろうとした際、白人のホテル経営者から黒人であることを理由に宿泊を拒否された。1961-62シーズンにはケンタッキー州で彼と彼のチームメイトが、やはり黒人であることを理由に入店を拒否された際には、同州レキシントンでのエキシビションゲームへの参加を拒否した。
これらの経験が重なったため、ラッセルは人種差別に対して非常に敏感となり、たとえそれが侮辱する意味を含まなくても、彼はしばしば人々の行動を差別的と捉えた。ラッセルは次第にブラックパワー・サリュートへの傾倒を強めていき、1967年のモハメド・アリの徴兵拒否を支持、黒人奴隷により建国されたアフリカのリベリアに土地を購入するなどの運動を展開し、周囲からは"フェルトンX"と呼ばれるようになった。1963年のスポーツ・イラストレイテッド誌でのインタビューは、多くの誤解を生んだ。ラッセルはインタビューの中で「I dislike most white people because they are people... I like most blacks because I am black.（直訳すれば「私は彼らが大衆なので、たいていの白人を嫌う…。私は黒人なので、たいていの黒人が好きだ」）」と答えた。このことについて白人のチームメイト、フランク・ラムジーが、では自分は嫌いかどうかと尋ねてきたため、ラッセルはあれは誤って引用されたものだと答えたが、彼の釈明を信じる者は少なかった。
高校時代にラッセルに助言を与えたジョージ・パウルス、大学時代にラッセルを大きく成長させたフィル・ウールパート、NBAで初めて黒人選手を積極的に起用したレッド・アワーバック、ラッセルに高給を支払ったセルティックスのオーナー、ウォルター・ブラウンと、ラッセルの周囲には白人の反人種差別主義者も多かったが、繰り返される差別に彼の態度は懐疑的となり、周囲の好意的な反応にも偽善的と捉えるようになってしまい、ファンや隣人からの賞賛を友好的には受け取れなくなった。
ラッセルは世界は自分に何も与えてくれなかったので、自分も世界には何も与えないと決めた。
この態度はラッセルと、ファンや記者との間に決定的な亀裂を生じさせた。ラッセルは「ボストンに借りがあるというがそれは違う。私は子供たちに微笑むことも親切にすることも拒否する」と発言。怒ったボストンのファンや記者の大部分はラッセルを利己的で誇大妄想的で偽善的だと非難した。当時のFBIのラッセルのファイルにも「白人の子供のためにサインをしない、尊大な黒人」と書かれていた。ボストン市民との敵対関係は数人を凶行に走らせ、彼らはラッセルの家に侵入し、壁に差別的な落書きをし、数々のトロフィーを破壊し、ベッドの上に排泄して去っていった。それに対しラッセルはボストンを「人種差別のフリーマーケット」と呼び、対立をより一層深めた。ラッセルのボストンに対する攻撃は引退後も止まず、ボストンの記者たちを反黒人主義者、人種差別主義者と呼び、これに対しボストンのスポーツ記者、ラリー・クラフリンはラッセルこそが差別主義者だと反論した。
1972年にラッセルの背番号『6』が永久欠番となった時も、1975年に殿堂入りした時も、ラッセルはボストンで開かれた式典には出席しなかった。引退後の暫くは、ラッセルはボストンには近づこうともしなかった。
しかし時が経ち、セルティックスが13年の間に11度の優勝を果たしたことも伝説と化した1990年代に入り、両者は和解の方向へと向かい、ラッセルも何度かボストンに訪れるようになった。そして1999年にラッセルの時代から長年セルティックスのホームアリーナだったボストン・ガーデンが閉鎖され、本拠地をTDガーデンに移す際、ラッセルの背番号『6』を再び永久欠番にしようとする動きが起こった。ラッセルも長年ボストンを避けてきたことへの埋め合わせをしたいという気持ちもあり、これを受けることにした。
そして1999年5月6日、ラッセルは久しぶりに満員の観衆の前で、セルティックスのホームコートに立った。やはりセルティックスの伝説ラリー・バードや、NBAの偉人カリーム・アブドゥル＝ジャバー、そして長年の確執から和解を果たした永遠のライバル、ウィルト・チェンバレンらが見守る中、自身の背番号『6』が綴られたバーナーを新アリーナの天井に掲げた。観衆からは長時間に渡ってスタンディングオベーションが送られ、ラッセルの目からも涙がこぼれた。
2008年12月2日にはボストン市から『We Are Boston Leadership Awards』が贈られた。長年隠遁生活を送っていたラッセルの生活は俄かに忙しくなり、娘と共に年中行事に度々顔を出すようになった。

## 参考・関連書籍
- ビル・ラッセル、タイラー・ブランチ著　『Second Wind. Ballantine Books.』（1979）
- ビル・ラッセル、デイビッド・フォークナー著　『Russell Rules. New American Library.』（2001）
- ビル・ラッセル、アラン・スタインバーグ著　『 Red and Me: My Coach, My Lifelong Friend. Harper.』（2009）